# Лужичкосрпски институт
Лужичкосрпски институт (глсрп. Serbski institut) истраживачка је институција за проучавање културе, историје и језика Лужичких Срба. Налази се у немачком граду Бауцен са филијалом у Котбусу. Институт сарађује са бројним научним институцијама. Има библиотеку и Лужичкосрпски културни архив. Објављује научни часопис „Lětopis” и серију монографија „Spisy Serbskeho instituta”.

## Историја
Садашњи институт је регистрован 1. јануара 1991. године и насљедник је Института за лужичкосрпски народопис (глсрп. Institut za serbski ludospyt, нем. Institut für sorbische Volksforschung), који је радио од 1951. до 1991. године.
Историја института почиње 4. марта 1951. године, када је „Домовина” одлучила да оснује независни лужичкосрпски истраживачки институт у Бауцену, да настави традицију Матице лужичкосрпске. Институт за лужичкосрпски народопис је отворен 1. маја 1951. године. 1. августа 1952. године одлуком Министарског савета НДР институт је постао део Немачке академије наука у Берлину (од 1972. до 1991. године — Академија наука НДР). Од маја 1953. године институт се налази у улици Ернст-Телман-Штрасе 6 (сада Банхофштрасе) у Бауцену. До 1991. године у институту је било запослено 40 људи, од којих су две трећине били научници. Задатак садашњег института је проучавање и одржавање лужичкосрпског језика, историје и културе, као и прикупљање и архивирање потребних за то материјала. 1. септембра 1992. године отворена је филијала института у Лужичкосрпској кући у Котбусу. Године 2012. у институту је радило 15 научника.
Директори института: Павол Новотни (1951—1977), Мерчин Каспер (1977—1990), Хелмут Фаска (1990—1992), Дитрих Шолце-Шолта (од 1992. године).